# جوزيف كاروثرز
جوزيف كاروثرز هو سياسي أسترالي، ولد في 21 ديسمبر 1857 في Kiama, New South Wales ‏ في أستراليا، وتوفي في 10 ديسمبر 1932 في Waverley, New South Wales ‏ في أستراليا. نشط حزبياً في Liberal Reform Party (Australia) ‏. وقد انتخب عضو الجمعية التشريعية لنيو ساوث ويلز ‏ وانتخب Premier of New South Wales ‏ (29 أغسطس 1904 – 1 أكتوبر 1907).